# Autry-Issards
Autry-Issards is een gemeente in het Franse departement Allier (regio Auvergne-Rhône-Alpes) en telt 320 inwoners (2004). De plaats maakt deel uit van het arrondissement Moulins.

## Geografie
De oppervlakte van Autry-Issards bedraagt 19,2 km², de bevolkingsdichtheid is 16,7 inwoners per km².
De onderstaande kaart toont de ligging van Autry-Issards met de belangrijkste infrastructuur en aangrenzende gemeenten.

## Demografie
Onderstaande figuur toont het verloop van het inwonertal (bron: INSEE-tellingen).
Vanwege een beveiligingsprobleem met de MediaWiki Graph-software is het momenteel niet mogelijk deze grafiek weer te geven. Zodra de software is bijgewerkt zal de grafiek vanzelf weer zichtbaar worden.

## Bezienswaardigheden

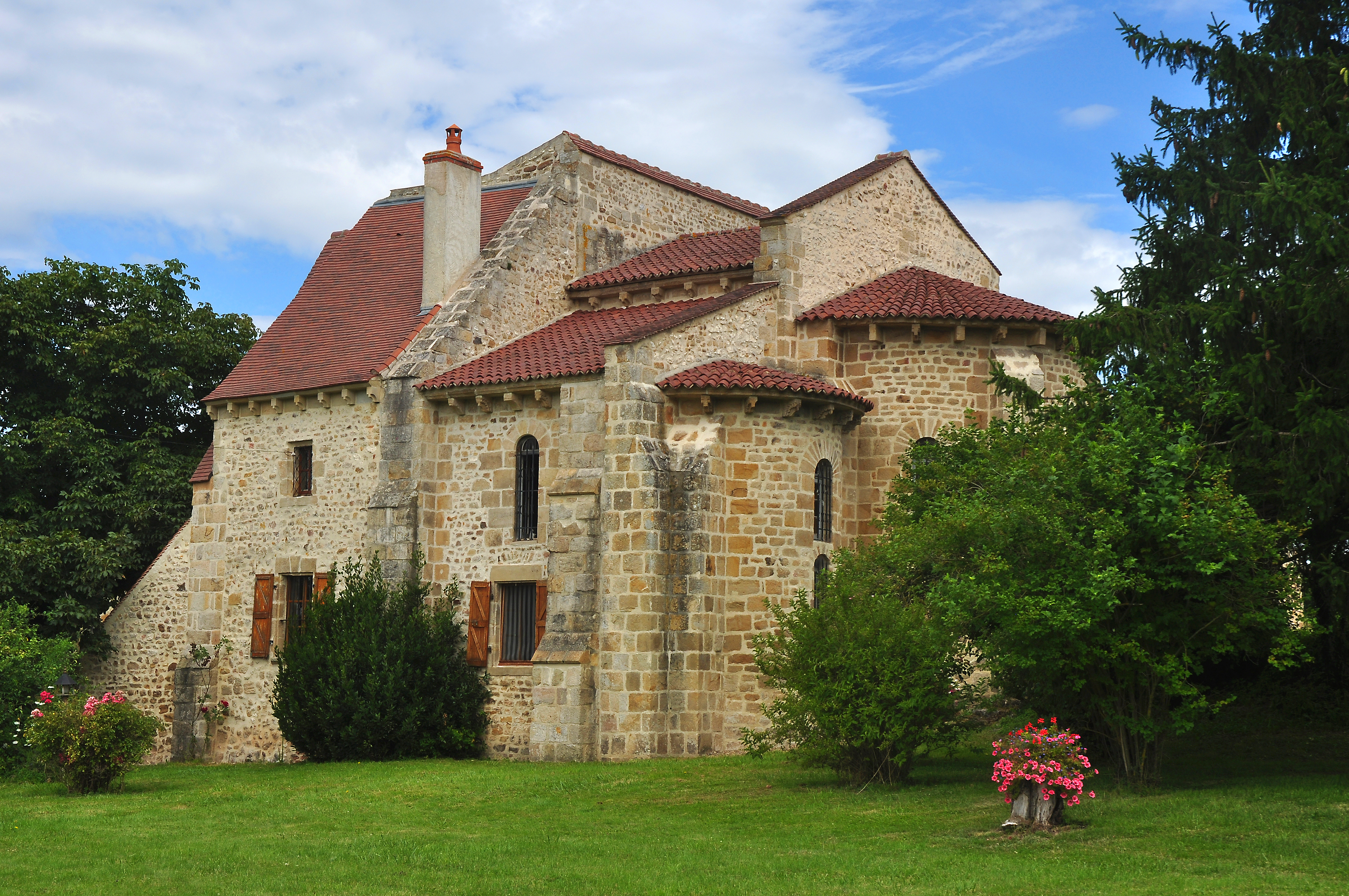
Priorij Saint-Maurice

Het dorpsplein van Autry-Issards oogt schilderachtig authentiek. Het wordt o.a. gedomineerd door de parochiekerk. De kerk Sainte-Trinité is een romaanse kerk die dateert uit het begin van de 12e eeuw. De klokkentoren met haar stenen spits is een van de hoogste van de Bourbonnais en vormt samen met het opvallende timpaan van het portaal de pracht van de kerk. In vergelijking met die zeer ranke klokkentoren is de rest van het gebouw laag. Het portaal is mooi geflankeerd door o.a. twee gecanneleerde zuilen. Het timpaan stelt twee engelen voor die een lege mandorla ondersteunen. Daar troonde vroeger een Christus 'en gloire' die aangebracht werd in het timpaan van de naburige romaanse kerk van Meillers. Boven de mandorla prijkt een mijter, wat in deze streek wel meer voorkomt. De engelen worden omgeven door mooi versierde arcades waaronder lampen hangen. Onder de linkerengel, Michael, staat de handtekening van de auteur van het timpaan. Aan de rechterkant van het koor hangt een houten beschilderd paneel dat de kruisafneming als onderwerp heeft. Het dateert uit het einde van de 15e eeuw en vertoont sterke invloed van de Vlaamse schildersschool. Deze kerk is een van de talrijke romaanse kerken in de streek rond Souvigny. In 1927 werd ze als Monument historique geklasseerd.
Het Kasteel van Plessis dateert uit de 14e eeuw. Het kasteel van Issards waarvan het oudste deel uit het einde van de 15e eeuw dateert. De priorij Saint-Maurice is romaans van stijl en dateert uit de 12e eeuw.